# Héctor Trujillo
Pour les articles homonymes, voir Molina et Trujillo.
Héctor Bienvenido Trujillo Molina, né le 6 avril 1908 à San Cristóbal et mort le 19 octobre 2002 à Miami, est un général, un homme d'État dominicain, président de la République dominicaine de 1952 à 1962. Il est le frère du dictateur Rafael Leónidas Trujillo Molina.
Élu en 1952 pour succéder à son frère à la présidence de la République dominicaine, il n'est, comme les autres présidents avant lui, qu'un "prête-nom" pour le dictateur, qui tient à se limiter à deux mandats consécutifs de la présidence suivant l'exemple américain. Mais le pouvoir réel reste dans les mains du Jefe.